# Relja Bašić
Relja Bašić (Zágráb, 1930. február 14. – Zágráb, 2017. április 7.) horvát színész.

## Filmjei

### Mozifilmek
- Koncert (1954)
- A kulcs (Ključ) (1965)
- Rondó (Rondo) (1966)
- Két mamám és két papám van (Imam dvije mame i dva tate) (1968)
- Lángok az Adrián (Flammes sur l'Adriatique) (1968)
- Kohlhaas Mihály (Michael Kohlhaas - Der Rebell) (1969)
- Célpont a híd (Most) (1969)
- Vesztesek és győztesek (Gott mit uns) (1970)
- Aki dalol, rossz ember nem lehet (Tko pjeva zlo ne misli) (1970)
- Walter Szarajevót védi (Valter brani Sarajevo) (1972)
- A ház (Kuća) (1975)
- Legyél az apukám! (Rad na određeno vreme) (1980)
- Csak azért is te legyél az apukám! (Moj tata na određeno vreme) (1982)
- Fürdőző Vénusz (Bal na vodi) (1985)
- Poncius Pilátus szerint (Secondo Ponzio Pilato) (1987)
- Amerika kapitány (Captain America) (1990)
- A tévedések pápája (The Pope Must Die) (1991)
- Lapics, a kis suszterinas (Cudnovate zgode segrta Hlapica) (1997, hang)

### Tv-filmek
- A kegyelmes asszony (Gospodja ministarka) (1978)
- Wallenberg: Egy hős története (Wallenberg: A Hero's Story) (1985)
- A sas felszáll (War and Remembrance) (1988)
- Éjféli emlékek (War and Remembrance) (1991)

### Tv-sorozatok
- Tetthely (Tatort), az Acht Jahre später epizódban (1974)
- Küklopsz (Kiklop) (1983, négy epizódban)
- A Berlin akták (Die Straßen von Berlin) (1998, egy epizódban)
- Obicni ljudi (2006–2007, 32 epizódban)